# Holy Motors
Holy Motors er en fransk film fra 2012, instrueret af Leos Carax. Den er en kalejdoskopisk blanding af scener, hvor hovedpersonen Monsieur Oscar (Dennis Lavant), i løbet af dagen skal spille forskellige roller, elleve i alt. Og derfor er nødt til, at blive kørt rundt i en limousine, ført af Céline (Edith Scob), hvor der er plads til, at han kan transformere sig om til de forskellige roller.

## Handling
Filmen følger Oscar på en, for ham, helt normal arbejdsdag. Dagen starter med, at han bliver afhentet og siger farvel til nogle mennesker, der muligvis er hans kone og børn. Herefter kører han hen til dagens første opgave. Arbejdsdagen skrider frem, ved at den ene bizarre arbejdsopgave bliver afløst af den næste. Undervejs får man at vide, at der er andre, der ligesom Oscar har samme arbejdsopgaver og at det hele bliver filmet. Hvad optagelserne skal bruges til, er der dog ingen forklaring på.

## Modtagelse
Filmen har på grund af sin eksperimenterende og ekspressionistiske stil, fået en meget blandet modtagelse, fra Politikens anmelder, der giver den fem stjerner ud af seks mulige, over DR P1, der mener at det muligvis er selve filmkunstens genfødsel og via Jyllands Postens anmelder, der vurderer den til det jævne, da den selvom han mener den er afdanket og udpint ikke kan frakendes en vis visuel ekstravagance til BT, der finder at filmen er uden hoved og hale.

## Medvirkende
- Denis Lavant - M. Oscar / Bankieren / Tiggeren / Motion-Capture skuespiller/ M. Merde / Præsten/ Harmonikaspilleren / Morderen / Den myrdede/ Den døende / Manden i foyeren
- Edith Scob - Céline
- Eva Mendes - Kay M
- Kylie Minogue - Eva Grace (Jean)
- Elise Lhomeau - Léa (Elise)
- Jeanne Disson - Angèle
- Michel Piccoli - Manden med modermærket